# Ageleradix sternseptum
Ageleradix sternseptum là một loài nhện trong họ Agelenidae.
Loài này thuộc chi Ageleradix. Ageleradix sternseptum được Zhang, Li & Yajun Xu miêu tả năm 2008.